# Camila (gruppo musicale)
I Camila sono un gruppo musicale messicano composto da Mario Domm, Pablo Hurtado e Samo. Il loro primo singolo e album Todo Cambio uscito nel 2006 ha riscosso un enorme successo in Messico e in tutto il sud America. Nel 2011 la cantante italiana Alessandra Amoroso ha realizzato una cover della loro Mientes in italiano mentre nel 2012 la cantante sudcoreana Lena Park ha incluso la sua cover in coreano del medesimo brano nel suo ottavo album.

## Discografia

### Album
- 2006 – Todo cambió
- 2010 – Dejarte de Amar
- 2014 – Elypse
- 2019 – Hacia adentro

### Singoli
Singoli pubblicati con le posizioni raggiunte nelle varie classifiche: Messico (MES), Hot Latin Tracks (HLT), Latin Pop Airplay (LPA), Latin American Singles (LAT) e Perú (PER).
| Year | Single                     | Chart positions | Chart positions | Chart positions | Chart positions | Chart positions | Album       |
| Year | Single                     | MES             | HLT             | LPA             | LAT             | PER             | Album       |
| ---- | -------------------------- | --------------- | --------------- | --------------- | --------------- | --------------- | ----------- |
| 2006 | Abrázame                   | 7               | 30              | 8               | 15              | 35              | Todo Cambió |
| 2007 | Coleccionista de Canciones | 2               | –               | 29              | 11              | 5               | Todo Cambió |
| 2007 | Todo cambió                | 1 (10)          | 11              | 3               | 7               | 3               | Todo Cambió |
| 2007 | Solo Para Tí               | 48              | –               | –               | –               | 46              | Todo Cambió |